# Me huele a matrimonio
Me huele a matrimonio es el séptimo álbum de la orquesta de salsa colombiana Niche, publicado en 1986 por el sello discográfico Zeida Records, subdivisión de Codiscos. Es el primer álbum de la agrupación en el que aparece el cantante puertorriqueño Tito Gómez como uno de los vocalistas principales.

## Antecedentes
A finales de 1985, el vocalista Moncho Santana abandona abruptamente al Grupo Niche, debido a desacuerdos con Jairo Varela. Y en su reemplazo para los conciertos ingresa Joe Urquijo ex vocalista de Raíces.
En 1986, Joe Urquijo deja la agrupación para regresar a Raíces. El 24 de octubre ingresa el cantante Tito Gómez, para convertirse en la voz líder de Niche.

## Lista de canciones
Todas las canciones escritas y compuestas por Jairo Varela. 
| Lado A |                         |               |          |  |
| N.º    | Título                  | Intérprete(s) | Duración |  |
| 1.     | «Me huele a matrimonio» | Tito Gómez    | 5:27     |  |
| 2.     | «Un caso social»        | Tito Gómez    | 5:34     |  |
| 3.     | «Bendita seas»          | Tito Gómez    | 5:02     |  |
| 4.     | «Tongolele»             | Tito Gómez    | 4:56     |  |

| Lado B |                       |               |          |  |
| N.º    | Título                | Intérprete(s) | Duración |  |
| 1.     | «Ese día»             | Jairo Varela  | 5:50     |  |
| 2.     | «Pa' mi negra un son» | Tito Gómez    | 5:36     |  |
| 3.     | «La trampa»           | Tito Gómez    | 5:24     |  |
| 4.     | «La rata chillona»    | Tito Gómez    | 5:39     |  |

## Créditos

### Músicos
- Bajo: Francisco García
- Bongó: Jairo Riascos
- Cantantes: Tito Gómez, Jairo Varela
- Coros: Tito Gómez, Ostwal Serna, Jairo Varela
- Congas: Myke Potes
- Maracas: Tito Gómez
- Piano: Nicolás "Macabí" Cristancho (un solo en "La Rata Chillona")
- Saxo y flauta: Alí "Tarry" Garcés
- Timbal: Alfredo "Pichirilo" Longa
- Tres: Ostwal Serna
- Trombón 1: Alberto Barros (un solo en "La Rata Chillona")
- Trombón 2: Adolfo Barros
- Trompeta 1: Fabio Espinosa Jr.
- Trompeta 2: Oswaldo Ospino

### Producción
- Arreglos, mezcla y dirección musical en estudio: Jairo Varela
- Efectos: Alí "Tarry" Garcés
- Ingenieros: Hernán Darío Gutiérrez, Gabriel Jaime Eusse
- Transcripción y armonización: Alberto Barros, Nicolás "Macabí" Cristancho, Francisco García